# Institut aérotechnique
El Institut aérotechnique (Instituto Aerotécnico) es un laboratorio de investigación público francés perteneciente al Conservatorio Nacional de Artes y Oficios, especializado en estudios aerodinámicos, ubicado en Saint-Cyr-l'École (Yvelines).
Su creación se debe a una iniciativa de Henri Deutsch de la Meurthe, también fundador del Aéro-Club de France. Su inauguración tuvo lugar el 8 de julio de 1911.Actualmente cuenta con varios túneles de viento, algunos de los cuales están especializados en los sectores de automoción, ferroviario y aeroespacial. En el ámbito de la aeronáutica, el laboratorio está asociado con el Institut polytechnique des sciences avancées.